# Trichobaptria
Trichobaptria là một chi bướm đêm thuộc họ Geometridae.